# Rysk fingerört
Rysk fingerört (Potentilla inclinata) är en rosväxtart som beskrevs av Dominique Villars. 
Rysk fingerört ingår i Fingerörtssläktet som ingår i familjen rosväxter. Inga underarter finns listade i Catalogue of Life.

## Bildgalleri

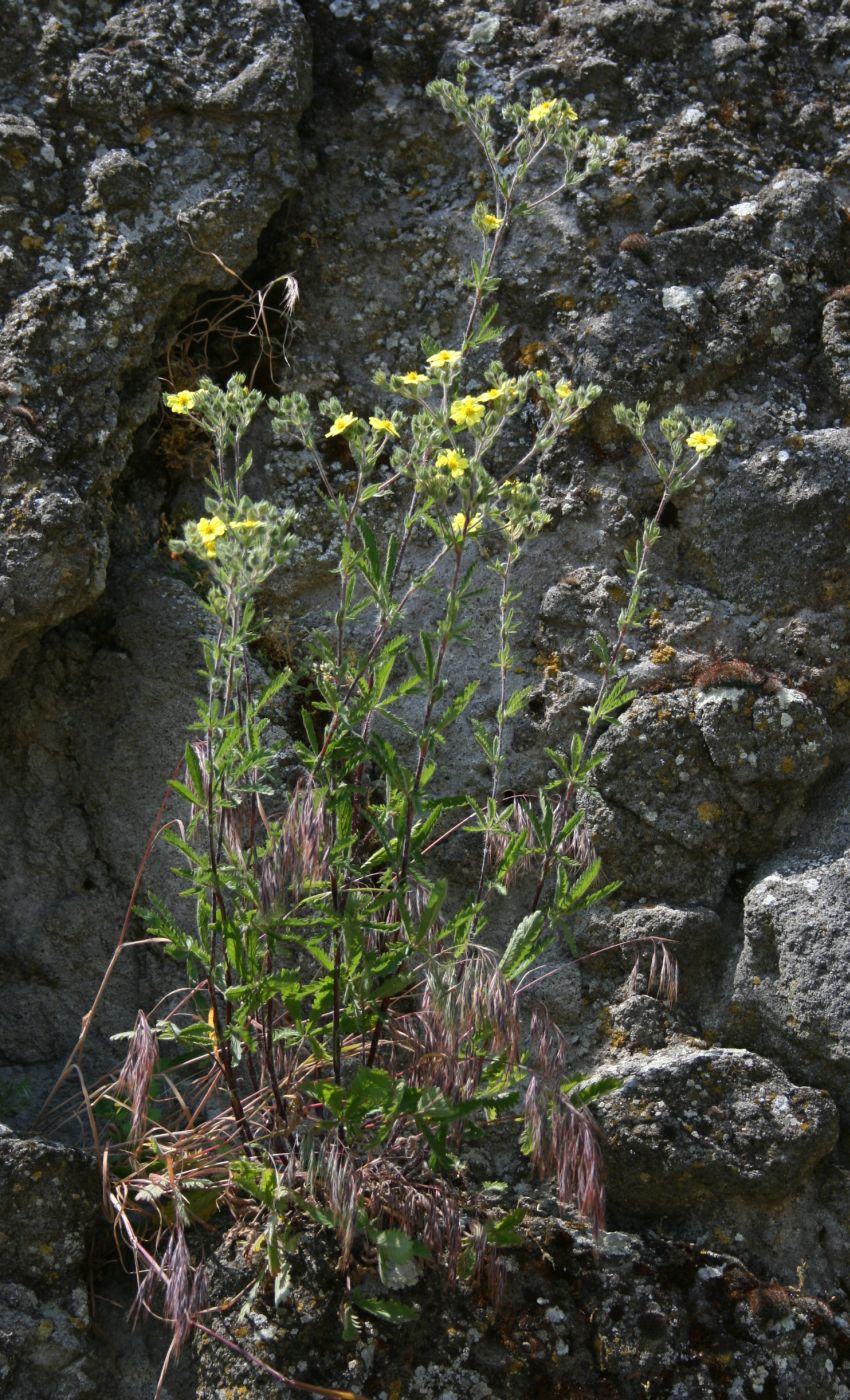
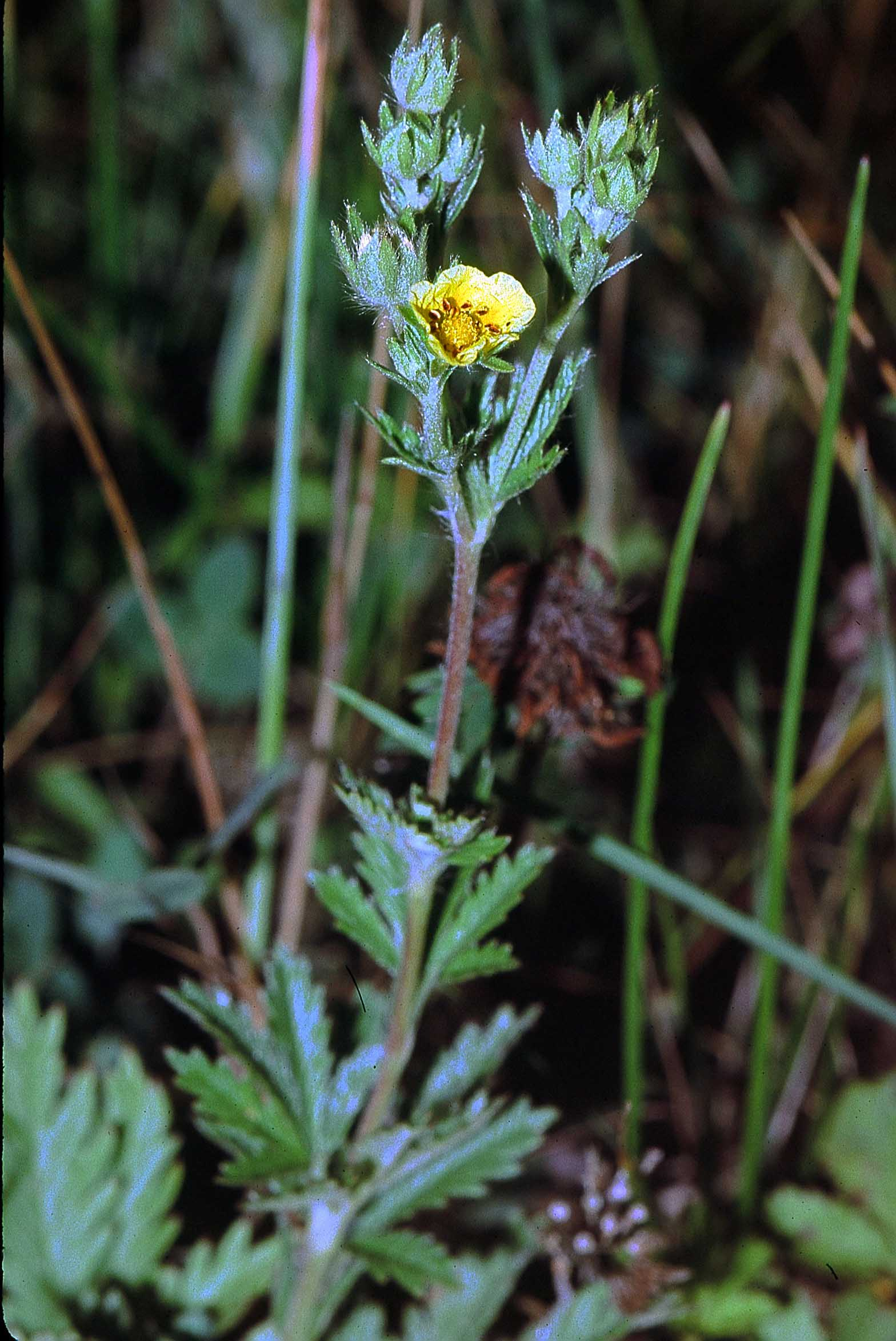
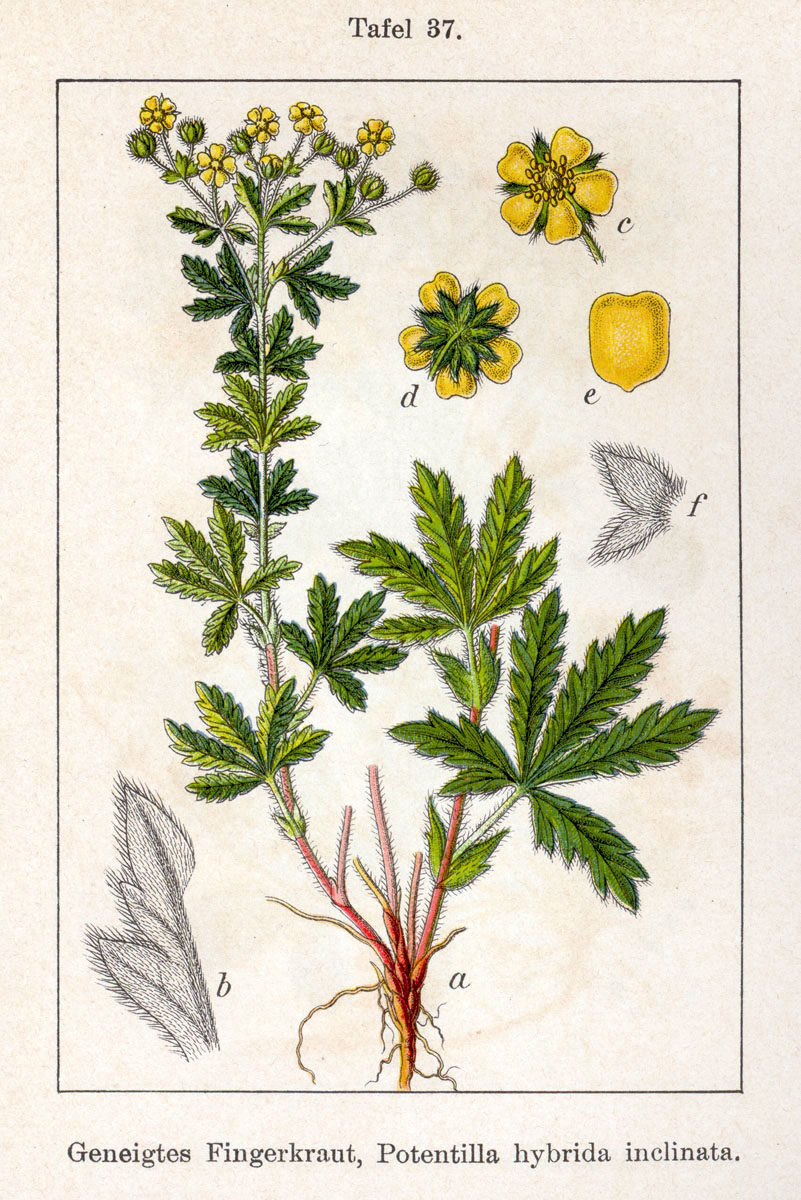
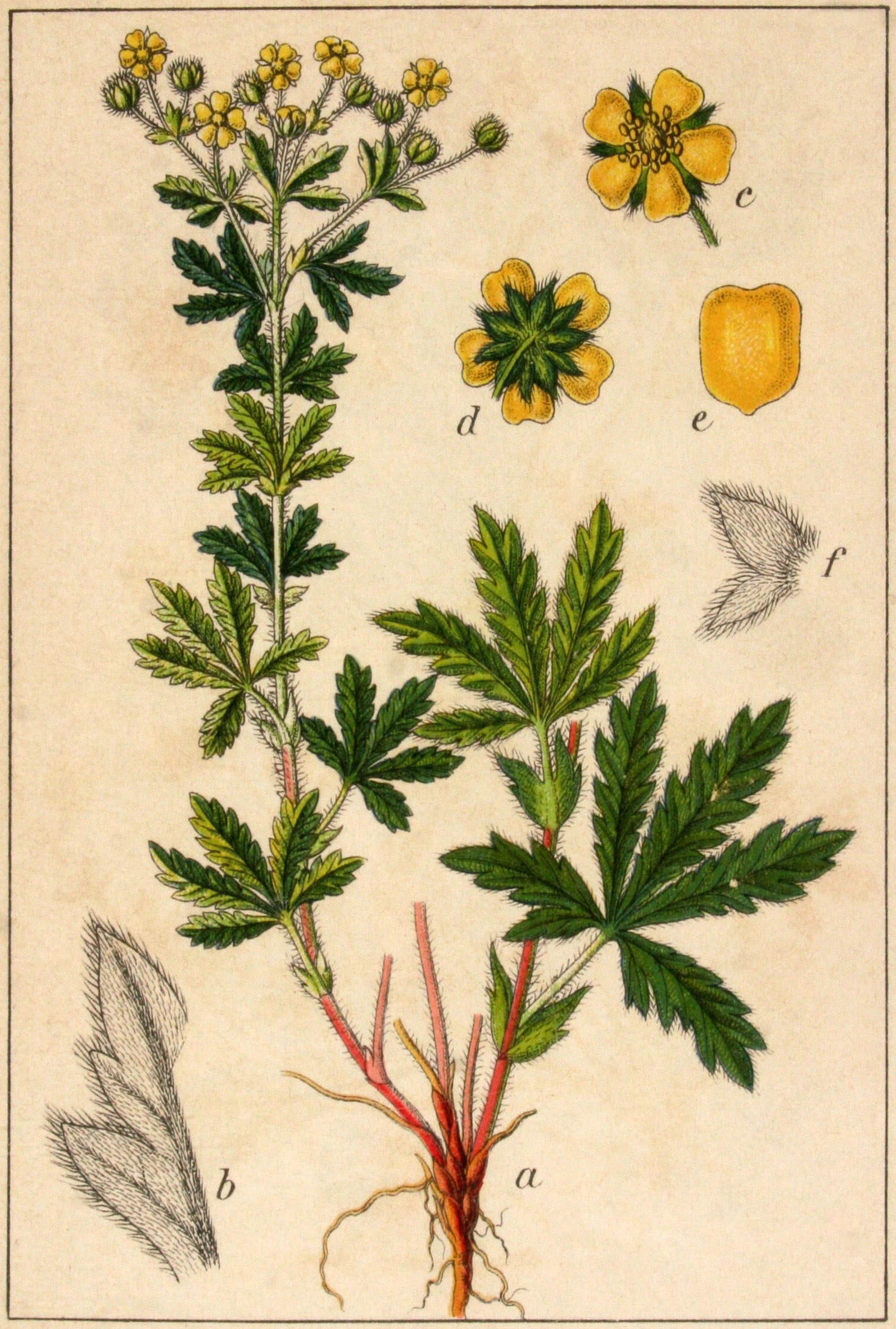
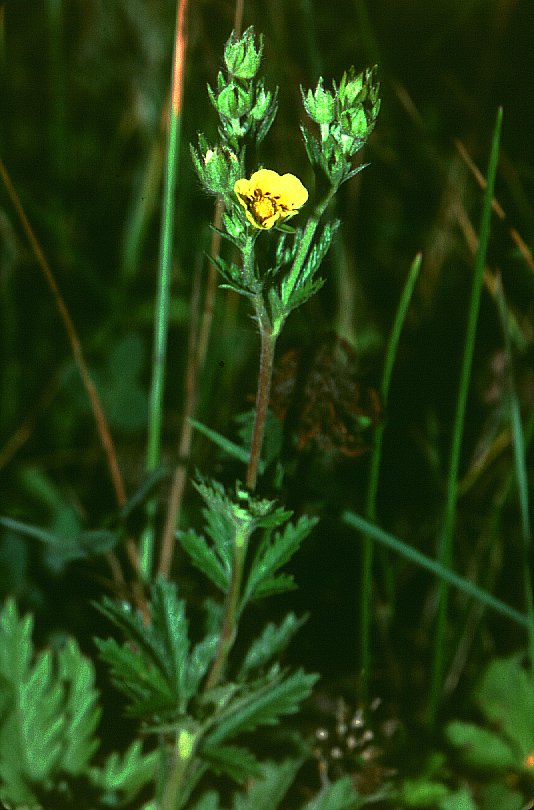